# Grupo Alpha

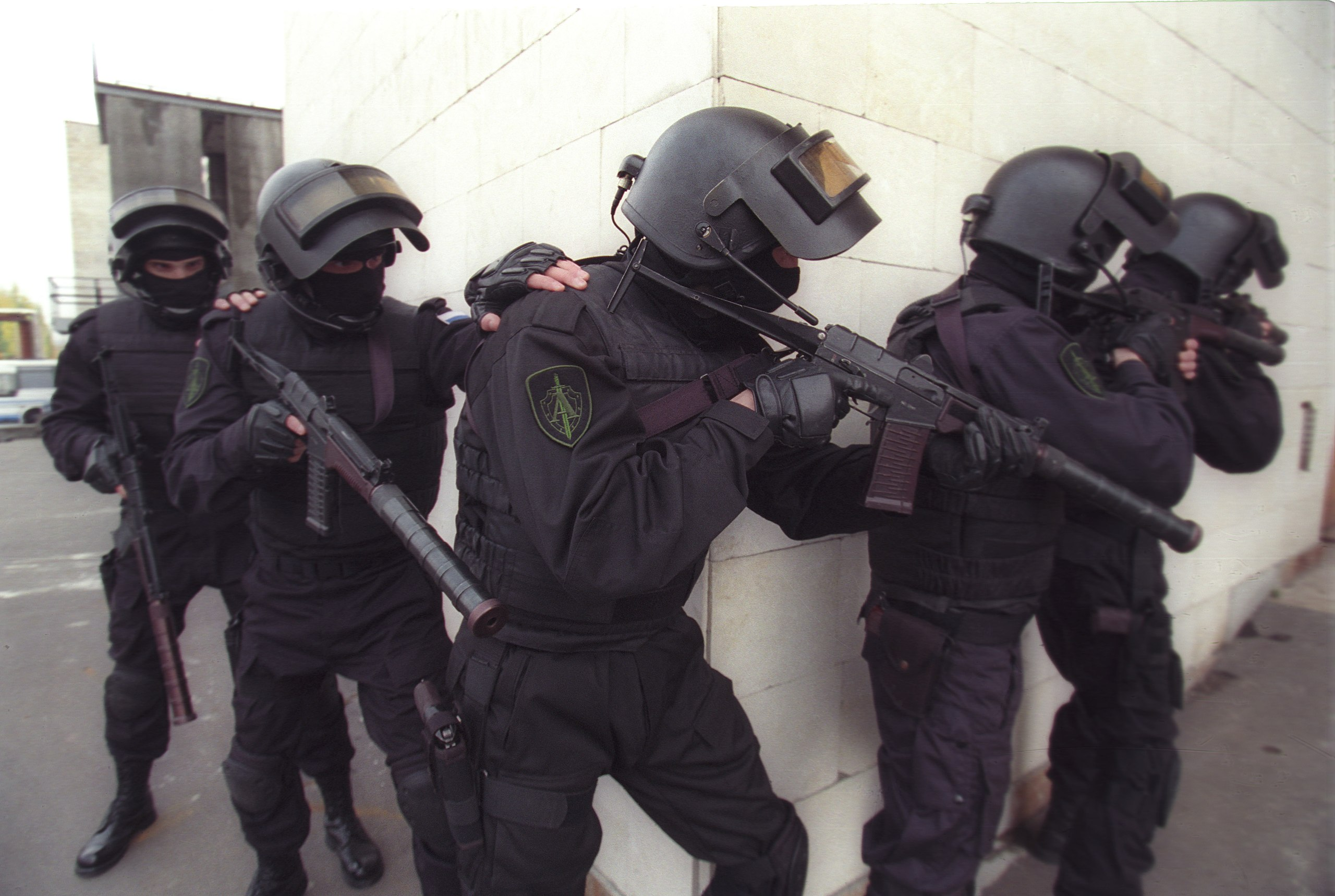
Militares do Spetsgruppa A em treinamento (2009).

Grupo Alpha ou Grupo Alfa, também conhecido como Spetsgruppa "A" ou pela sigla TsSN FSB, é um grupo de elite da FSB da Rússia, dedicado ao antiterrorismo.
Foi criado em 28 de julho de 1974 após o Massacre de Munique de 1972. É uma subunidade autônoma das forças especiais da Rússia dentro do Serviço Federal de Segurança da Rússia. Foi criado pela KGB soviética em 1974. Embora pouco se saiba sobre a natureza exata de suas diretrizes primárias, especula-se que a unidade está autorizada a agir sob o controle direto e a sanção da alta liderança política da Rússia, semelhante à sua unidade irmã, a Vympel, que está oficialmente encarregado de proteger as instalações estratégicas da Rússia, bem como conduzir operações clandestinas dentro e fora da Rússia. Também está disponível para tarefas policiais estendidas, para operações paramilitares e para operações secretas, tanto nacional quanto internacionalmente.

## Bibliográfia
- Christopher Andrew and Vasili Mitrokhin (1999). The Sword and the Shield: The Mitrokhin Archive and the Secret History of the KGB. New York: Basic Books. ISBN 0-465-00310-9, pages 389-391
- Barry Davies, (2005). The Spycraft Manual: The Insider's Guide to Espionage Techniques. [S.l.]: Carlton Books Ltd. ISBN 1-84442-577-0
- David Satter (2001). Age of Delirium: The Decline and Fall of the Soviet Union. New Haven, Conn: Yale University Press. ISBN 0-300-08705-5